# Webster Springs
Webster Springs är administrativ huvudort i Webster County i West Virginia i USA. Enligt 2010 års folkräkning hade Webster Springs 776 invånare. Ortens officiella namn är Addison även om det oftast använda namnet är Webster Springs.